# Abracadabra
Pour les articles homonymes, voir Abracadabra (homonymie).
Abracadabra est, traditionnellement, la formule prononcée lorsque se produit quelque chose de magique.
C'est à la fois une formule magique, un rite performatif, une incantation et un mot mystique. Il est utilisé afin d'invoquer par la magie des esprits bénéfiques pour être protégé ou guéri des maladies. Cette expression est aussi utilisée par les magiciens modernes lorsqu'ils prétendent invoquer des puissances paranormales ou sur-naturelles pour contribuer à leurs illusions. La formule est passée dans le langage courant, popularisée par les films et dessins animés mettant en scène des sorcières et des magiciens.

## Étymologies et signification

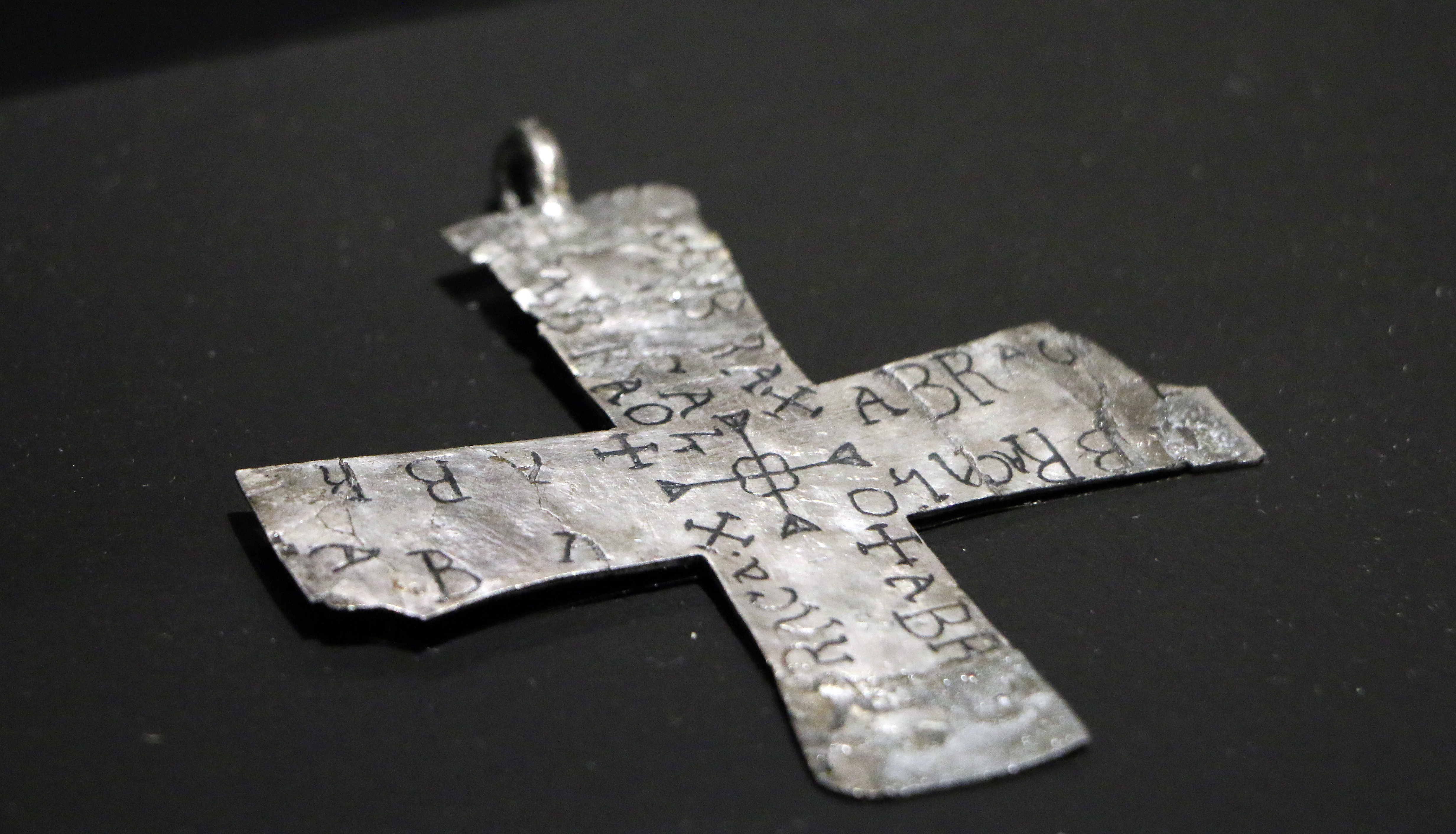
Croix-amulette du VIII dont les inscriptions évoquent la formule « Abracadabra ». Pendentif découvert en 1910 dans une tombe sous le chœur de la cathédrale de Lausanne (Musée cantonal d'archéologie et d'histoire, Lausanne).

Plusieurs étymologies d'origines orientales ou moyen-orientales sont attestées. Elle peut venir d'une transformation de l'araméen « adhadda kedhabhra » qui veut dire « que la chose soit détruite », ou « évra kedebra » qui veut dire « je créerai d'après mes paroles. ». Elle pourrait provenir de l'hébreu « Ha brakha dabra » (« הברכה דברה »), qui signifie « la bénédiction a parlé », ou « Abreg ad Hâbra », « envoie ta foudre jusqu'à la mort ».
Autre étymologie, défendue notamment par le Robert historique de la langue française, la formule, attestée en latin tardif, serait empruntée au grec. Elle proviendrait du nom d'Abraxas, dieu intermédiaire dans le système gnostique de Basilide (mort en 130). Ces mots grecs ont été expliqués par E. Katz comme des lectures en boustrophédon (écriture continue de gauche à droite puis de droite à gauche) d'une formule hébraïque arba (quatre), dâk (du verbe « casser ») arba, c’est-à-dire « le quatre (cryptogramme pour le Tout-Puissant ainsi qu'important symbole pythagoricien) anéantit les quatre (éléments) ».

## Usages anciens et modernes

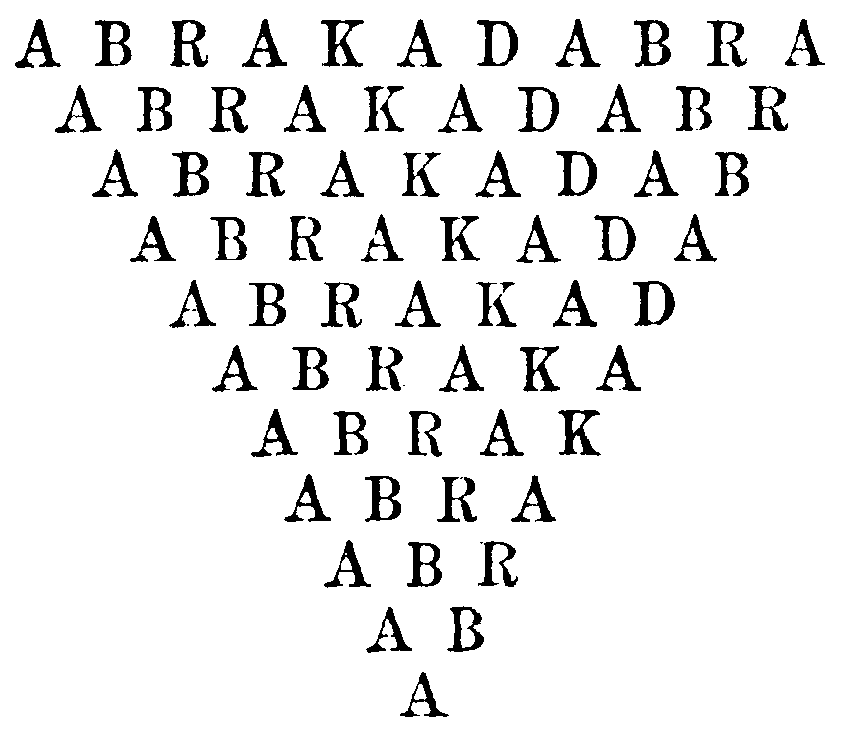
Le triangle de Quintus Serenus Sammonicus

Son usage est répandu dans la gnose et la pensée pythagoricienne ésotérique. Déclinée jusqu'à sa dernière lettre par ordre rétrograde sous forme triangulaire, elle passe pour un puissant talisman. C'est ainsi qu'on la trouve dans ses premières occurrences écrites datée du IIe siècle. Dans le poème de l'érudit romain Quintus Serenus Sammonicus, De Medicina Praecepta, il est prescrit à toute personne atteinte de fièvre hémitritée ou demi-tierce de porter une amulette ou un phylactère contenant le mot écrit sous la forme d'un cône inversé.
On retrouve la trace de cette formule dans les contes rapportant la fabrication d'un Golem.
En façonnant une forme de vie à partir d'argile, l'homme se place dans la position de Dieu au moment de la création de l'univers mais dépourvu du souffle divin, il doit se contenter d'utiliser la puissance de la langue de la création. Le rabbin trace les lettres du mot Vérité (aleph-mem-tav) sur le front de la créature et prononce la formule magique. Cependant, cela ne suffit jamais et la créature finit par se retourner contre ceux qui l'ont créée. L'effacement de la lettre aleph donne Mort (mem-tav) et met fin à l'enchantement.
Enfin, selon la tradition biblique, il faudrait en fait utiliser la formule « abra-ka-amra », « il a créé comme il a dit ».

## Dérivés

### Harry Potter
La formule du sortilège de la Mort dans la saga Harry Potter, Avada Kedavra, possède la même étymologie.

### Pokémon
Cette formule a donné leur nom a deux Pokémon, Abra et Kadabra. L'évolution supérieure, Alakazam, tire également son nom d'une formule magique similaire prononcée par certains « stage magiciens ».

### Langue française
L'adjectif « abracadabrantesque » a été créé à partir d'une première adjectivation du mot en « abracadabrant ». On en trouve une occurrence dans Les Vagabonds de Mario Proth, publié en 1865. Arthur Rimbaud a repris l'adjectif dans Le Cœur supplicié en 1871.
Ce néologisme a été utilisé d'une façon remarquée par Jacques Chirac dans une interview télévisée le 21 septembre 2000, et son usage s'est par la suite répandu dans la presse française.